# Lowestoft
Lowestoft és un poble i parròquia civil de Waveney, Suffolk, Anglaterra. Té una població de 72.130 habitants. Al Domesday Book (1086) està escrit amb la forma Lothuwistoft.